# Outward Bound

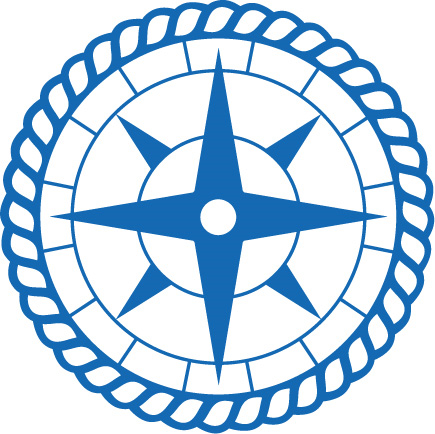
Outward Bound Compass Rose Logo

Outward Bound (von englisch outward bound ‚zum Ablegen bereit‘) bezeichnet eine 1941 von Laurence Holt und dem Reformpädagogen Kurt Hahn gegründete Kurzschule in Aberdovey (Wales) sowie eine Gruppe von Kurzschulen, die in der Organisation Outward Bound zusammengeschlossen sind.

## Pädagogische Ausrichtung
Outward Bound sieht sich als Erbe der Kurt Hahnschen Kurzschulenidee. Dieser hatte 1931 in Schloss Salem eine Kurzschule für die von Kriegs- und Nachkriegswirren gezeichnete deutsche Jugend errichtet.
In den Kurzschulen Hahnscher Prägung sollten Kinder aus sozial völlig unterschiedlichen Schichten vier Wochen lang mit- und voneinander lernen. Vor allem durch den Gedanken des „Dienstes“, des körperlichen Trainings, der Sorgfalt (Expeditionen und Touren) und der Selbstinitiative (Projekte) wollte er die Gesellschaft „heilen“. Die soziale Schichten übergreifenden Lernerfahrungen sollten zu einer Gesundung der gesamten Nation beitragen. Durch den Zweiten Weltkrieg wurde ein weiterer Aspekt in dieser Friedenspädagogik wichtig: die Internationalität der Teilnehmer. So entwickelten sich die „United World Colleges“ auf der ganzen Welt. Mit ihnen fand auch Outward Bound internationale Verbreitung auf allen Kontinenten.

## Ziel
Outward Bound unterstützt Menschen in ihrer individuellen Entwicklung sowie Gruppen durch Erlebnisse in und mit der Natur. Dieses Ziel wird in Deutschland und Österreich an den zwei Fixstandorten in Schwangau (Allgäu), Baad (Kleinwalsertal, Vorarlberg) und an zahlreichen mobilen Standorten in Deutschland sowie an über 40 internationalen Standorten auf allen Kontinenten umgesetzt. Zentrale Werte sind dabei nach wie vor der Dienst, die Sorgfalt, die Selbstinitiative und die körperlich-seelische Gesundheit.

## Geschichte
Der Reformpädagoge Kurt Hahn gründete 1951 in Deutschland den Verein Outward Bound – Deutsche Gesellschaft für Europäische Erziehung e. V.
Wegbereiter der Erlebnispädagogik waren der Philosoph Jean-Jacques Rousseau und der Lebenskünstler Henry David Thoreau. Auch von den Ideen der amerikanischen Denker John Dewey und William James und dem deutschen Sportpädagogen Bernhard Zimmermann wurde Kurt Hahn beeinflusst.
Schon kurz nach der Vereinsgründung durch die Pädagogen Kurt Hahn, Minna Specht und Marion Dönhoff 1951 kam es zur Gründung von Kurzschulen in Gut Weißenhaus an der Ostsee 1952, in Baad 1957 und in Berchtesgaden 1968. 1986 fand erstmals ein Training für Fach- und Führungskräfte statt. Zwei Jahre später kam es zur Gründung des Bildungszentrums Königsburg. Die erste bundesweite Tagung bei Outward Bound 1991 leistete einen Beitrag zur Erlebnispädagogik in der Bildungslandschaft.
Ab 1993 begann die größte deutsche Zusatzausbildung Erlebnispädagogik – ZAB, und es wurden in den kommenden Jahren die Bildungszentren Schloss Kröchlendorff (1993), Schwangau (1995) und die Outward Bound Academy (2005) gegründet.
2006 konnte die Eröffnung des Standorts Erzgebirge gefeiert werden und 2007 fand man neue Kooperationspartner in Havelberge und Florenz.
Seit 2009 wird, nach der Insolvenz des Trägervereins Deutsche Gesellschaft für Europäische Erziehung e. V., Outward Bound von dem neu gegründeten Outward Bound Deutschland e. V. geführt.

## Deutsche Organisation
Die Bundesgeschäftsstelle von Outward Bound befindet sich seit Oktober 2011 im Tagungshaus Adlerhorst in Schwangau im Allgäu.

## International
Die Outward Bound Trust sitzt in Penrith (Cumbria), Großbritannien.